# Januarius Zick
Johann Rasso Januarius Zick (Monaco di Baviera, 6 febbraio 1730 – Coblenza, 14 novembre 1797) è stato un pittore, architetto e polimatematico tedesco, considerato uno dei più importanti maestri del tardo barocco.
Allievo del padre, Johann, terminò il periodo di apprendistato tra Parigi e Roma, assieme ad Anton Mengs.
Seguì inizialmente gli stili francesi, dopodiché fu influenzato da Rembrandt.
Contribuì al rinnovamento della chiesa conventuale di Wiblingen, e collaborò anche all'opera di David Roentgen.